# Liga Mistrzyń siatkarek (2002/2003)
Liga Mistrzyń 2002/2003 – 3. sezon Ligi Mistrzyń rozgrywanej od 2002 roku, organizowanego przez Europejską Konfederację Piłki Siatkowej (CEV) w ramach europejskich pucharów dla żeńskich klubowych zespołów siatkarskich "starego kontynentu".

## Drużyny uczestniczące
- Azerrail Baku
- Eczacıbaşı Stambuł
- Volley Modena
- Urałoczka Jekaterynburg
- Günes Vakifbank Stambuł
- Tenerife Marichal
- Lewski-Spartak Sofia
- Jedinstvo Užice
- RC Cannes
- Nafta-Gaz Piła
- Crvena zvezda Belgrad
- Mladost Zagrzeb
- Foppapedretti Bergamo
- Universidad de Burgos
- NRK-Nyíregyháza
- Skra Warszawa

## Rozgrywki

### Faza grupowa
awans do ćwierćfinałów

#### Grupa A
Tabela
| Lp. | Drużyna                 | Pkt | Mecze | Mecze | Mecze | Sety | Sety | Sety  | Małe punkty | Małe punkty | Małe punkty |
| Lp. | Drużyna                 | Pkt | M     | W     | P     | wyg. | prz. | ratio | zdob.       | str.        | ratio       |
| --- | ----------------------- | --- | ----- | ----- | ----- | ---- | ---- | ----- | ----------- | ----------- | ----------- |
| 1   | Volley Modena           | 11  | 6     | 5     | 1     | 17   | 10   | 1.700 | 590         | 559         | 1.055       |
| 2   | Urałoczka Jekaterynburg | 10  | 6     | 4     | 2     | 16   | 8    | 2.000 | 545         | 462         | 1.180       |
| 3   | Azerrail Baku           | 9   | 6     | 3     | 3     | 11   | 12   | 0.917 | 485         | 497         | 0.976       |
| 4   | Eczacıbaşı Stambuł      | 6   | 6     | 0     | 6     | 4    | 18   | 0.222 | 419         | 521         | 0.804       |

Źródło: cev.lu
Zasady ustalania kolejności: 1. liczba zdobytych punktów; 2. wyższy stosunek setów; 3. wyższy stosunek małych punktów.
Punktacja: zwycięstwo – 2 pkt; porażka – 1 pkt
Wyniki
| Data       | Drużyna 1               | Wynik | Drużyna 2               | Sety                              |
| ---------- | ----------------------- | ----- | ----------------------- | --------------------------------- |
| 04.12.2002 | Eczacıbaşı Stambuł      | 1:3   | Azerrail Baku           | 20:25, 22:25, 25:17, 22:25        |
| 05.12.2002 | Volley Modena           | 3:2   | Urałoczka Jekaterynburg | 26:24, 26:24, 18:25, 21:25, 15:13 |
|            |                         |       |                         |                                   |
| 10.12.2002 | Urałoczka Jekaterynburg | 3:0   | Eczacıbaşı Stambuł      | 25:22, 25:13, 25:21               |
| 11.12.2002 | Azerrail Baku           | 3:2   | Volley Modena           | 20:25, 25:16, 25:19, 19:25, 15:13 |
|            |                         |       |                         |                                   |
| 18.12.2002 | Eczacıbaşı Stambuł      | 2:3   | Volley Modena           | 16:25, 27:25, 25:19, 21:25, 8:15  |
| 18.12.2002 | Azerrail Baku           | 2:3   | Urałoczka Jekaterynburg | 14:25, 20:25, 25:22, 25:20, 9:15  |
|            |                         |       |                         |                                   |
| 08.01.2003 | Urałoczka Jekaterynburg | 3:0   | Azerrail Baku           | 25:19, 25:16, 25:21               |
| 09.01.2003 | Volley Modena           | 3:1   | Eczacıbaşı Stambuł      | 20:25, 25:13, 25:23, 25:19        |
|            |                         |       |                         |                                   |
| 15.01.2003 | Eczacıbaşı Stambuł      | 0:3   | Urałoczka Jekaterynburg | 13:25, 18:25, 13:25               |
| 16.01.2003 | Volley Modena           | 3:0   | Azerrail Baku           | 25:23, 25:21, 25:21               |
|            |                         |       |                         |                                   |
| 21.01.2003 | Urałoczka Jekaterynburg | 2:3   | Volley Modena           | 25:19, 21:25, 25:22, 17:25, 14:16 |
| 21.01.2003 | Azerrail Baku           | 3:0   | Eczacıbaşı Stambuł      | 25:17, 25:18, 25:18               |

#### Grupa B
Tabela
| Lp. | Drużyna                 | Pkt | Mecze | Mecze | Mecze | Sety | Sety | Sety  | Małe punkty | Małe punkty | Małe punkty |
| Lp. | Drużyna                 | Pkt | M     | W     | P     | wyg. | prz. | ratio | zdob.       | str.        | ratio       |
| --- | ----------------------- | --- | ----- | ----- | ----- | ---- | ---- | ----- | ----------- | ----------- | ----------- |
| 1   | Marichal Tenerife       | 11  | 6     | 5     | 1     | 15   | 7    | 2.143 | 519         | 454         | 1.143       |
| 2   | Jedinstvo Užice         | 9   | 6     | 3     | 3     | 12   | 13   | 0.923 | 530         | 549         | 0.965       |
| 3   | Günes Vakifbank Stambuł | 8   | 6     | 2     | 4     | 11   | 13   | 0.846 | 528         | 539         | 0.980       |
| 4   | Lewski Siconco Sofia    | 8   | 6     | 2     | 4     | 8    | 13   | 0.615 | 455         | 490         | 0.929       |

Źródło: cev.lu
Zasady ustalania kolejności: 1. liczba zdobytych punktów; 2. wyższy stosunek setów; 3. wyższy stosunek małych punktów.
Punktacja: zwycięstwo – 2 pkt; porażka – 1 pkt
Wyniki
| Data       | Drużyna 1               | Wynik | Drużyna 2               | Sety                              |
| ---------- | ----------------------- | ----- | ----------------------- | --------------------------------- |
| 05.12.2002 | Jedinstvo Užice         | 3:2   | Günes Vakifbank Stambuł | 26:24, 25:21, 18:25, 20:25, 17:15 |
| 05.12.2002 | Marichal Tenerife       | 3:0   | Levski Siconco Sofia    | 25:18, 25:15, 25:21               |
|            |                         |       |                         |                                   |
| 10.12.2002 | Levski Siconco Sofia    | 2:3   | Jedinstvo Užice         | 23:25, 25:22, 16:25, 25:20, 13:15 |
| 10.12.2002 | Günes Vakifbank Stambuł | 2:3   | Marichal Tenerife       | 18:25, 18:25, 25:20, 25:16, 10:15 |
|            |                         |       |                         |                                   |
| 17.12.2002 | Lewski Siconco Sofia    | 3:1   | Günes Vakifbank Stambuł | 25:19, 25:18, 23:25, 28:26        |
| 19.12.2002 | Marichal Tenerife       | 3:0   | Jedinstvo Užice         | 25:16, 25:14, 25:16               |
|            |                         |       |                         |                                   |
| 08.01.2003 | Günes Vakifbank Stambuł | 3:0   | Levski Siconco Sofia    | 25:22, 25:21, 26:24               |
| 08.01.2003 | Jedinstvo Užice         | 2:3   | Marichal Tenerife       | 25:22, 19:25, 33:31, 21:25, 14:16 |
|            |                         |       |                         |                                   |
| 15.01.2003 | Jedinstvo Užice         | 3:0   | Levski Siconco Sofia    | 25:16, 25:23, 25:16               |
| 16.01.2003 | Marichal Tenerife       | 3:0   | Günes Vakifbank Stambuł | 26:24, 29:27, 25:19               |
|            |                         |       |                         |                                   |
| 21.01.2003 | Günes Vakifbank Stambuł | 3:1   | Jedinstvo Užice         | 25:22, 13:25, 25:19, 25:18        |
| 21.01.2003 | Levski Siconco Sofia    | 3:0   | Marichal Tenerife       | 26:24, 25:22, 25:23               |

#### Grupa C
Tabela
| Lp. | Drużyna               | Pkt | Mecze | Mecze | Mecze | Sety | Sety | Sety  | Małe punkty | Małe punkty | Małe punkty |
| Lp. | Drużyna               | Pkt | M     | W     | P     | wyg. | prz. | ratio | zdob.       | str.        | ratio       |
| --- | --------------------- | --- | ----- | ----- | ----- | ---- | ---- | ----- | ----------- | ----------- | ----------- |
| 1   | Nafta-Gaz Piła        | 11  | 6     | 5     | 1     | 15   | 4    | 3.750 | 453         | 383         | 1.183       |
| 2   | RC Cannes             | 11  | 6     | 5     | 1     | 16   | 5    | 3.200 | 511         | 389         | 1.314       |
| 3   | Crvena Zvezda Belgrad | 8   | 6     | 2     | 4     | 8    | 13   | 0.615 | 447         | 499         | 0.896       |
| 4   | Mladost Zagrzeb       | 6   | 6     | 0     | 6     | 1    | 18   | 0.056 | 335         | 475         | 0.705       |

Źródło: cev.lu
Zasady ustalania kolejności: 1. liczba zdobytych punktów; 2. wyższy stosunek setów; 3. wyższy stosunek małych punktów.
Punktacja: zwycięstwo – 2 pkt; porażka – 1 pkt
Wyniki
| Data       | Drużyna 1             | Wynik | Drużyna 2             | Sety                       |
| ---------- | --------------------- | ----- | --------------------- | -------------------------- |
| 04.12.2002 | Mladost Zagrzeb       | 0:3   | Nafta-Gaz Piła        | 8:25, 19:25, 17:25         |
| 05.12.2002 | RC Cannes             | 3:1   | Crvena Zvezda Belgrad | 25:14, 24:26, 25:13, 25:22 |
|            |                       |       |                       |                            |
| 11.12.2002 | Nafta-Gaz Piła        | 3:1   | RC Cannes             | 21:25, 25:22, 25:19, 26:24 |
| 12.12.2002 | Crvena Zvezda Belgrad | 3:0   | Mladost Zagrzeb       | 29:27, 25:21, 25:22        |
|            |                       |       |                       |                            |
| 18.12.2002 | Crvena Zvezda Belgrad | 0:3   | Nafta-Gaz Piła        | 20:25, 23:25, 19:25        |
| 19.12.2002 | RC Cannes             | 3:0   | Mladost Zagrzeb       | 25:14, 25:16, 25:14        |
|            |                       |       |                       |                            |
| 08.01.2003 | Nafta-Gaz Piła        | 3:0   | Crvena Zvezda Belgrad | 25:18, 25:21, 25:17        |
| 08.01.2003 | Mladost Zagrzeb       | 0:3   | RC Cannes             | 12:25, 15:25, 11:25        |
|            |                       |       |                       |                            |
| 15.01.2003 | Mladost Zagrzeb       | 1:3   | Crvena Zvezda Belgrad | 25:21, 19:25, 19:25, 21:25 |
| 15.01.2003 | RC Cannes             | 3:0   | Nafta-Gaz Piła        | 25:17, 25:15, 26:24        |
|            |                       |       |                       |                            |
| 21.01.2003 | Nafta-Gaz Piła        | 3:0   | Mladost Zagrzeb       | 25:21, 25:18, 25:16        |
| 21.01.2003 | Crvena Zvezda Belgrad | 1:3   | RC Cannes             | 19:25, 19:25, 25:21, 16:25 |

#### Grupa D
Tabela
| Lp. | Drużyna               | Pkt | Mecze | Mecze | Mecze | Sety | Sety | Sety  | Małe punkty | Małe punkty | Małe punkty |
| Lp. | Drużyna               | Pkt | M     | W     | P     | wyg. | prz. | ratio | zdob.       | str.        | ratio       |
| --- | --------------------- | --- | ----- | ----- | ----- | ---- | ---- | ----- | ----------- | ----------- | ----------- |
| 1   | Foppapedretti Bergamo | 12  | 6     | 6     | 0     | 18   | 2    | 9.000 | 475         | 371         | 1.280       |
| 2   | Universidad de Burgos | 9   | 6     | 3     | 3     | 11   | 10   | 1.100 | 459         | 448         | 1.025       |
| 3   | NRK-Nyíregyháza       | 9   | 6     | 3     | 3     | 12   | 11   | 1.091 | 492         | 502         | 0.980       |
| 4   | Skra Warszawa         | 6   | 6     | 0     | 6     | 0    | 18   | 0.000 | 346         | 451         | 0.767       |

Źródło: cev.lu
Zasady ustalania kolejności: 1. liczba zdobytych punktów; 2. wyższy stosunek setów; 3. wyższy stosunek małych punktów.
Punktacja: zwycięstwo – 2 pkt; porażka – 1 pkt
Wyniki
| Data       | Drużyna 1             | Wynik | Drużyna 2             | Sety                              |
| ---------- | --------------------- | ----- | --------------------- | --------------------------------- |
| 04.12.2002 | Skra Warszawa         | 0:3   | Foppapedretti Bergamo | 15:25, 19:25, 18:25               |
| 04.12.2002 | NRK-Nyíregyháza       | 1:3   | Universidad de Burgos | 23:25, 25:19, 16:25, 16:25        |
|            |                       |       |                       |                                   |
| 11.12.2002 | Universidad de Burgos | 3:0   | Skra Warszawa         | 25:22, 25:14, 25:21               |
| 11.12.2002 | Foppapedretti Bergamo | 3:0   | NRK-Nyíregyháza       | 25:18, 25:15, 25:14               |
|            |                       |       |                       |                                   |
| 18.12.2002 | Skra Warszawa         | 0:3   | NRK-Nyíregyháza       | 20:25, 23:25, 22:25               |
| 18.12.2002 | Foppapedretti Bergamo | 3:0   | Universidad de Burgos | 25:16, 25:20, 25:14               |
|            |                       |       |                       |                                   |
| 08.01.2003 | NRK-Nyíregyháza       | 3:0   | Skra Warszawa         | 26:24, 25:23, 25:19               |
| 08.01.2003 | Universidad de Burgos | 0:3   | Foppapedretti Bergamo | 22:25, 18:25, 23:25               |
|            |                       |       |                       |                                   |
| 15.01.2003 | Skra Warszawa         | 0:3   | Universidad de Burgos | 21:25, 16:25, 19:25               |
| 15.01.2003 | NRK-Nyíregyháza       | 2:3   | Foppapedretti Bergamo | 25:15, 27:29, 25:16, 21:25, 11:15 |
|            |                       |       |                       |                                   |
| 21.01.2003 | Universidad de Burgos | 2:3   | NRK-Nyíregyháza       | 25:19, 18:25, 25:21, 23:25, 11:15 |
| 21.01.2003 | Foppapedretti Bergamo | 3:0   | Skra Warszawa         | 25:19, 25:15, 25:16               |

### Ćwierćfinały
| Data       | Drużyna 1             | Wynik | Drużyna 2               | Sety                              |
| ---------- | --------------------- | ----- | ----------------------- | --------------------------------- |
| 11.02.2003 | Foppapedretti Bergamo | 3:0   | Jedinstvo Užice         | 25:11, 25:19, 25:19               |
| 19.02.2003 | Foppapedretti Bergamo | 2:3   | Jedinstvo Užice         | 21:25, 25:23, 24:26, 25:21, 12:15 |
|            |                       |       |                         |                                   |
| 12.02.2003 | Nafta-Gaz Piła        | 2:3   | Urałoczka Jekaterynburg | 26:25, 25:22, 12:25, 20:25, 14:16 |
| 18.02.2003 | Nafta-Gaz Piła        | 0:3   | Urałoczka Jekaterynburg | 19:25, 21:25, 18:25               |
|            |                       |       |                         |                                   |
| 13.02.2003 | Volley Modena         | 3:1   | Universidad de Burgos   | 22:25, 25:12, 25:14, 25:17        |
| 18.02.2003 | Volley Modena         | 3:2   | Universidad de Burgos   | 23:25, 23:25, 25:16, 27:25, 19:17 |
|            |                       |       |                         |                                   |
| 11.02.2003 | RC Cannes             | 3:2   | Marichal Tenerife       | 22:25, 25:23, 26:24, 30:32, 15:13 |
| 19.02.2003 | RC Cannes             | 3:1   | Marichal Tenerife       | 25:19, 25:21, 21:25, 25:19        |

### Turniej finałowy
Piła

#### Półfinały
| Data       | Drużyna 1               | Wynik | Drużyna 2             | Sety                              |
| ---------- | ----------------------- | ----- | --------------------- | --------------------------------- |
| 15.03.2003 | Urałoczka Jekaterynburg | 3:1   | Foppapedretti Bergamo | 25:11, 25:15, 24:26, 25:19        |
| 15.03.2003 | RC Cannes               | 3:2   | Volley Modena         | 25:22, 29:27, 21:25, 16:25, 17:15 |

#### Mecz o 3. miejsce
| Data       | Drużyna 1             | Wynik | Drużyna 2     | Sety                       |
| ---------- | --------------------- | ----- | ------------- | -------------------------- |
| 16.03.2003 | Foppapedretti Bergamo | 3:1   | Volley Modena | 25:20, 23:25, 25:21, 25:20 |

#### Finał
| Data       | Drużyna 1 | Wynik | Drużyna 2               | Sety                       |
| ---------- | --------- | ----- | ----------------------- | -------------------------- |
| 16.03.2003 | RC Cannes | 3:1   | Urałoczka Jekaterynburg | 17:25, 26:24, 29:27, 25:22 |

## Klasyfikacja końcowa
| Miejsce | Drużyna             |
| ------- | ------------------- |
| złoto   | RC Cannes           |
| srebro  | Foppadretti Bergamo |
| brąz    | Tenerife Marichal   |
| 4.      | Eczacıbaşı Stambuł  |